# The Artist II
The Artist II je grafický editor pro počítače Sinclair ZX Spectrum a kompatibilní. Umožňuje kreslení obrázků o velikosti 256 x 192 pixelů. Autorem programu je Bo Jangeborg ze společnosti Xcellent Software, program byl vydán společností Softechnics v roce 1986. Program je nástupcem grafického editoru The Artist. S programem byly dodávány utility Sprite & Font Designer, Page Maker a Screen Compressor.
Z původního programu The Artist program The Artist II zachovává některé funkce nezměněné, jako je zvýrazňování atributové mřížky, vzorky výplní ploch, či styly štětců. Největším zlepšením jsou nové možnosti výběru oblastí obrázku, především možnost vybrat i oblast neobdélníkového tvaru.
Úpravy obrázků jsou možné ve dvou režimech, v normálním a v režimu zvětšení, kdy je obraz rozdělen na dvě části, přičemž v levé části se nachází nezvětšená část obrazu a v pravé části je možné upravovat zvětšenou část obrazu.
Program je možné ovládat pomocí Kempston mouse, AMX mouse nebo pomocí kláves Q, S, I, O, N a M. Při ovládání pomocí AMX mouse je potřeba pouze prostřední a levé tlačítko, prostřední tlačítko slouží ke kreslení a výběru z menu, levé tlačítko slouží pro mazání a zrušení volby. Při ovládání pomocí Kempston mouse slouží ke stejným účelům pravé a levé tlačítko. Z datových médií je kromě kazetového magnetofonu podporován disketový systém Opus Discovery a ZX Microdrive, ovšem protože operace s datovými médii jsou prováděny prostřednictvím BASICu, je možné program jednoduše upravit pro spolupráci i s jinými disketovými systémy. Tisk obrázků je možný prostřednictvím interfacu Kempston E a paralelního portu řadiče Opus Discovery, paralelní port v interfacu pro připojení AMX mouse podporován není. Také je možné tisknout na tiskárně ZX Printer. Tisk je možný dvoubarevný nebo ve stupních šedé, kdy různé úrovně šedé jsou nahrazovány ditheringem.
Program obsahuje několik chyb, mezi jinými to, že přechodu z režimu Up do režimu Down se občas v horní části obrazu objeví několik rádků z dolní části obrazu, při práci v režimu zvětšení se program může zhroutit při snaze o přesun kurzoru za pravou hranu zvětšené oblasti, chyby v inicializaci tiskového interfacu Kempstom E a chyby v nastavení tiskáren Epson pro tisk ve stupních šedé, tyto chyby lze ale snadno opravit nebo jim předejít.

## Úpravy pro spolupráci s jinými úložišti

### Didaktik 40/80 a ZX Diskface Quick
Pro spolupráci s disketovými jednotkami Didaktik 40/80 a ZX Diskface Quick je potřeba na řádcích 8, 12, 60, 72, 82 a 92 vymazat část původních příkazů pro ZX Microdrive (buď sekvence "m";n; nebo samotné n) a za vlastní příkaz doplnit znak *. Pro potlačení výpisu adresáře diskety po každé operaci s disketou, je možné na řádek 60 místo původního příkazu vložit příkaz RETURN.

### ZX Diskface Plus a ZX Diskface Quick
Pro spolupráci s disketovými jednotkami ZX Diskface Plus a ZX Diskface Quick je nutné příkaz CAT n na řádku 8 nahradit příkazem RANDOMIZE USR 15500: REM: CAT 1 a následující příkazy z daného řádku PAUSE 0: RETURN je potřebné přesunout na následující řádek. Na řádku 60 je nutné příkaz CAT n nahradit příkazem RANDOMIZE USR 15500. Na řádcích 12, 72, 82 a 92 je nutné sekvenci "m";n; nahradit sekvencí d* a před původní příkaz připsat RANDOMIZE USR 15500: REM:.

### Larken Disk Systemem
Pro spolupráci s Larken Disk Systemem existuje rozsáhlejší úprava. Pro její aplikaci bylo doporučováno provést potřebné úpravy v Basicové části programu, opět spustit program příkazem GO TO 1, uložit běžící program pomocí funkce NMI a uložený program přejmenovat na ARTIST.C2.